# Anna Chancellor
Anna Chancellor est une actrice britannique, née le 27 avril 1965 à Richmond (Grand Londres).

## Biographie

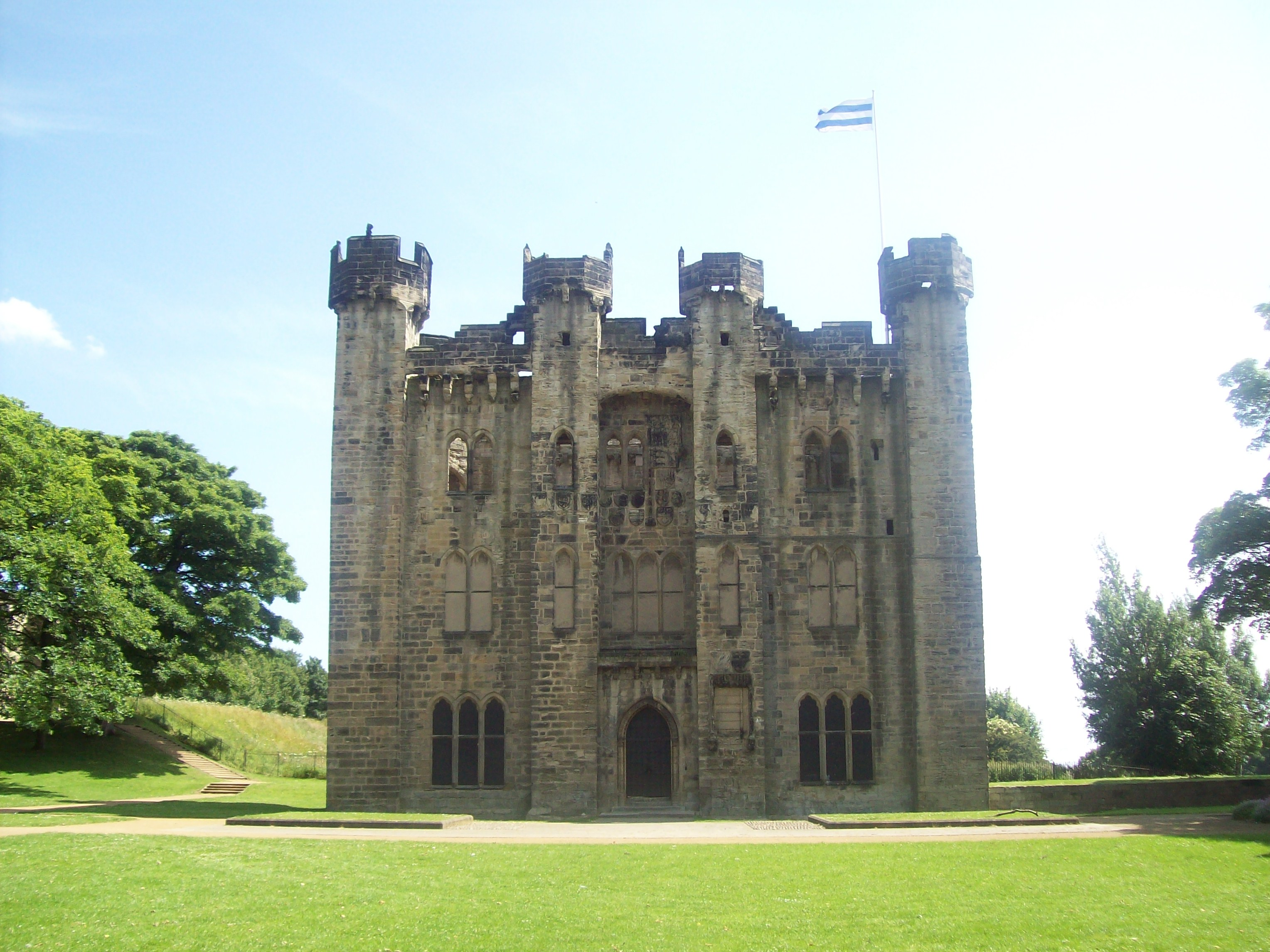
Le château de Hylton, ancien berceau de la famille Hylton

Fille de Mary Joliffe, elle-même fille de William Jolliffe, quatrième baron Hylton, et de Sir John Chancellor, président de Reuters, Anna Chancellor est née le 25 avril 1965 à Richmond, dans le Grand Londres. Son oncle est un journaliste anglais connu, Alexander Chancellor (en), qui fut rédacteur en chef de l'hebdomadaire conservateur The Spectator de 1975 à 1984, et contribue au supplément dominical du Guardian. Elle est aussi une arrière-petite-fille, à la sixième génération d'Edward Knight, un des six frères de Jane Austen. Comme Helena Bonham Carter, elle est une arrière-petite-fille de Lord Asquith.
Elle a deux sœurs plus âgées, Isabel et Kate, un frère Edward, et une fille du poète écossais Jock Scott (en), Poppy, née en 1988, et est mariée à Nigel Willoughby de 1993 à 1998.
Elle est élevée dans le Somerset, puis dans un couvent du Dorset, l'Institute of the Blessed Virgin. A 16 ans, elle part pour Londres et y vit avec son petit ami, le poète écossais Jock Scott, avec qui elle a une fille, Poppy, née en 1988. Le couple vit une vie plutôt marginale avec peu d'argent, malgré la fortune de la famille d'Anna. En 1992, ils se séparent, et Anna décide de devenir actrice.
Elle obtient son premier rôle à la télévision en 1990 dans le soap opera Jupiter Moon. En 1994, elle fait une percée en obtenant son premier rôle important dans Quatre mariages et un enterrement de Mike Newell, où Hugh Grant la laisse devant l'autel le jour de leur mariage.

## Théâtre
- mars-avril 2001 : Boston Marriage de David Mamet (Donmar Warehouse)
- novembre 2001-février 2002 : Boston Marriage de David Mamet (Donmar West End)
- janvier 2006 : Mammals (en) d'Amelia Bullmore, mise en scène d'Anna Mackmin : Lorna (Oxford Playhouse (en) et tournée)
- été 2008 : Never So Good (en) de Howard Brenton, mise en scène de Howard Davies : Dorothy Macmillan (National Theatre)
- printemps 2009 : The Observer de Matt Charman (National Theatre)
- octobre-novembre 2011 : The Last of the Duchess (Hampstead Theatre (en))
- septembre 2012 : Les Amants terribles (Private lives) de Noël Coward : Amanda Prynne (Chichester Festival Theatre (en))

## Filmographie

### Cinéma
- 1989 : Killing Dad or How to Love Your Mother de Michael Austin : une employée de bar
- 1993 : Century (en) de Stephen Poliakoff : une femme dans le commissariat
- 1994 : Quatre mariages et un enterrement de Mike Newell : Henrietta, "Tronche de Cane" (4e mariage)
- 1994 : Tom et Viv de Brian Gilbert : une femme
- 1994 : Staggered (en) de Martin Clunes : Carmen Svennipeg
- 1994 : Princesse Caraboo de Michael Austin : Mrs Peake
- 1997 : Le Mystère des fées : Une histoire vraie de Charles Sturridge : Peter Pan
- 1997 : L'Homme qui en savait trop... peu de Jon Amiel : Barbara Ritchie
- 1999 : Mort clinique (Heart) de Charles McDougall : Nicola Farmer
- 2001 : Crush : Le Club des frustrées de John Mac Kay : Molly Cartwright
- 2003 : Ce dont rêvent les filles de Dennie Gordon : Glynnis Payne
- 2003 : Innocents: The Dreamers de Bernardo Bertolucci : la mère
- 2003 : Confused, court métrage de Camille Griffin
- 2004 : Cody Banks, agent secret 2 : Destination Londres de Kevin Allen : Lady Josephine Kenworth
- 2005 : H2G2 : Le Guide du voyageur galactique de Garth Jennings : Questular Rontok
- 2005 : Feeder, court métrage de Camille Griffin : le docteur
- 2005 : Le Témoin du marié de Stefan Schwartz : Dana
- 2006 : Par effraction d'Anthony Minghella : Kate
- 2007 : St Trinian's : Pensionnat pour jeunes filles rebelles d'Oliver Parker : Miss Bagstock
- 2009 : The Transaction, court métrage de Jonathan van Tulleken : La Lady
- 2010 : Critical Eye de Dan Nathan : Laura
- 2010 : More Afraid of You, court métrage de Barry Kimber : Lucy
- 2011 : Oh My God ! de Tanya Wexler : Mme Bellamy
- 2013 : Maintenant c'est ma vie de Kevin Macdonald : Tante Penn
- 2014 : Noël Coward's Private Lives de Jonathan Kent : Amanda Prynne
- 2015 : Mémoires de jeunesse de James Kent : Mrs. Leighton
- 2016 : Le Merveilleux Jardin secret de Bella Brown de Simon Aboud : Bramble
- 2018 : The Happy Prince de Rupert Everett : Mme Arbuthnott

### Télévision

#### Téléfilms
- 1994 : Ellington de Gordon Flemyng : Ally Stone
- 2000 : Longitude de Charles Sturridge : Muriel Gould
- 2003 : Docteur Martin et la légende du Cloutie (Doc Martin and the Legend of the Cloutie) de Ben Bolt : Nicky Bowden
- 2004 : Roman Road Paul Seed : Maddy Bancroft
- 2005 : A Waste of Shame: The Mystery of Shakespeare and His Sonnets de John McKay (en) : Anne Hathaway
- 2006 : The Secret Life of Mrs Beeton de Jon Jones : Elizabeth Dorling
- 2007 : Sherlock Holmes and the Baker Street Irregulars de Julian Kemp : Irène Adler
- 2007 : Christmas at the Riviera de Mark Russell et Justin Sbresni : Diane
- 2012 : À nous Manhattan de John McKay (en) : Lucie Clayton

#### Séries télévisées
- 1990-1996[2] : Jupiter Moon : Mercedes Page (50 épisodes)
- 1992 : Inspector Morse : Sally Smith (1 épisode)
- 1992 : Casualty : Celia Morton
- 1993 : Hercule Poirot : Virginie Mesnard (épisode : La Boîte de chocolats)
- 1993 : Comedy Playhouse : Julia (1 épisode)
- 1995 : Orgueil et Préjugés (mini-série) : Caroline Bingley
- 1996 : Karaoke (mini-série) : Anna Griffiths
- 1996 : Cold Lazarus (mini-série) : Anna Griffiths (3 épisodes)
- 1995-1997 : Kavanagh : Julia Piper (11 épisode)
- 1999 : The Vice : Dr Christine Weir (5 épisodes)
- 2001 : The Cazalets (mini-série) : Diana Mackintosh
- 2002 : Tipping the Velvet (mini-série) : Diana Lethaby
- 2002 : Georgian Underworld : Narrateur (1 épisode)
- 2003 : Fortysomething (mini-série) : Estelle Slippery
- 2003 : Blue Dove (mini-série) : Maria Bishop (2 épisodes)
- 2006 : Rebus : Amanda Morrison (1 épisode)
- 2007 : Les Flingueuses : Camilla Diamond (11 épisodes)
- 2007 : MI-5 : Juliet Shaw (15 épisodes)
- 2008 : Ma tribu : Zelda Nobbs (1 épisode)
- 2009 : Miss Marple : Lydia Horton (épisode Un meurtre est-il facile ? de Hettie MacDonald (en))
- 2010 : Affaires non classées : Superintendant-chef Karen Somerville (2 épisodes)
- 2010 : Londres, police judiciaire : Evelyn Wyndham (2 épisodes)
- 2010 : Miranda : Helena (1 épisode)
- 2011 : Les Arnaqueurs VIP : Wendy Stanton (1 épisode)
- 2011 : Meurtres en sommeil : Lucy Christie
- 2011 : Inspecteur Lewis : Judith Suskin
- 2011 : Hidden (mini-série) : Elspeth Verney
- 2011, Death in Paradise, Ciss Drake
- 2011-2012 : The Hour : Lix Storm (12 épisodes)
- 2013 : Close Case : Affaires closes : Hope Goodgirl (2 épisodes)
- 2014 : Inside No. 9 : Elizabeth (1 épisode)
- 2014 : Fleming : L'Homme qui voulait être James Bond (mini-série) : Lieutenant Monday
- 2012-2014 : Pramface : Janet Derbyshire  (14 épisodes)
- 2014 : Penny Dreadful : Claire Ives (1 épisode)
- 2014 : Downton Abbey : Lady Anstruther (1 épisode)
- 2014 : Mapp and Lucia (mini-série) : Mrs. Emmeline Lucas
- 2017 : The Crown : Lady Rosse (saison 2 épisode 7)
- 2018 : Témoin indésirable (mini-série) : Rachel Argyll
- 2018 : Trust (saison 1) : Penelope Kittson
- 2019 : Meurtres au paradis : Ciss Dacre (saison 8 épisode 4)

## Distinctions

### Nominations
- Festival de télévision de Monte-Carlo 2007 : Meilleure actrice dans une série comique pour Les Flingueuses
- British Academy Television Awards 2012 : Meilleure actrice dans un second rôle pour The Hour
- Broadcasting Press Guild 2013 : Meilleure actrice pour Pramface et The Hour